# Junilo

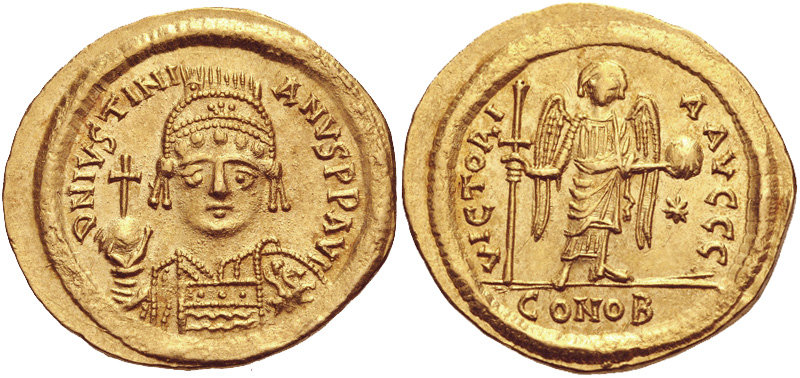
Soldo de Justiniano r.

Junilo (em latim: Junillus) foi um oficial bizantino africano do século VI, ativo durante o reinado do imperador Justiniano (r. 527–565). Em 541/2, em substituição do falecido Triboniano, tornou-se questor do palácio sagrado em Constantinopla, posto que manteve até 548/9. Faleceu durante seu mandato e foi substituído por Constantino.
Possivelmente pode ser identificado com o Junilo que correspondeu-se com Fulgêncio de Ruspe sobre a piedade e zelo religioso duma mulher chamada Venância. Segundo Procópio de Cesareia, Junilo foi totalmente ignorante acerca do direito e nem mesmo tinha prática como advogado. Conhecia latim, mas não tinha conhecimento de grego, causando riso em seus subordinados, e corriqueiramente abertamente traficou documentos portanto a assinatura imperial.
Junilo em data desconhecida recebeu uma carta de Fulgêncio Ferrando, diácono de Cartago, talvez antes de tornar-se questor. Além disso, foi autor duma introdução da Bíblia, conhecida como Institula Regularia divinae legis, traduzida da original de Paulo de Nísibis e elaborada no formato pergunta e resposta com uma introdução. Ele produziu este trabalho em resposta ao pedido do bispo Primásio de Hadrumeto, quando este visitou Constantinopla. Provavelmente confeccionado em 542, foi amplamente utilizado durante a Idade Média e foi incluído na obra de Cassiodoro.